# Médaille de la Marne
La médaille de la Marne est une décoration associative française destinée à distinguer les soldats ayant pris part aux deux batailles de la Marne  (la première bataille de la Marne, en 1914 sous les ordres du général Joffre et à la seconde sous les ordres du général Foch), en particulier, cette médaille était destinée à être décernée aux participants des combats de la semaine du 6 au 12 septembre 1914 qui vit se dérouler les combats sur le front de Senlis à Verdun.

## Histoire
La Médaille de la Marne a été créée le 21 octobre 1937 par le capitaine Chrissement, fondateur de l'association d'anciens combattants de la Marne, Les Soldats de la Marne. La médaille récompense les combattants qui ont participé aux deux batailles de la Marne, dans le nord de la France, pendant la Première Guerre mondiale. La première bataille de la Marne a eu lieu en septembre 1914, sous le commandement du général Joseph Joffre, et la deuxième bataille de la Marne a eu lieu de juillet à août 1918, et sous le commandement du général Ferdinand Foch ; dans les phases initiale et finale de la Grande Guerre, respectivement.
La médaille n'est pas officielle et l'association Les Soldats de la Marne a été autorisée à la décerner, l'action de cette société patriotique poursuivie par l'association Mondement 1914, l'évolution des soldats de la Marne. Bien que non officiel, il a été largement collecté.

## Attribution

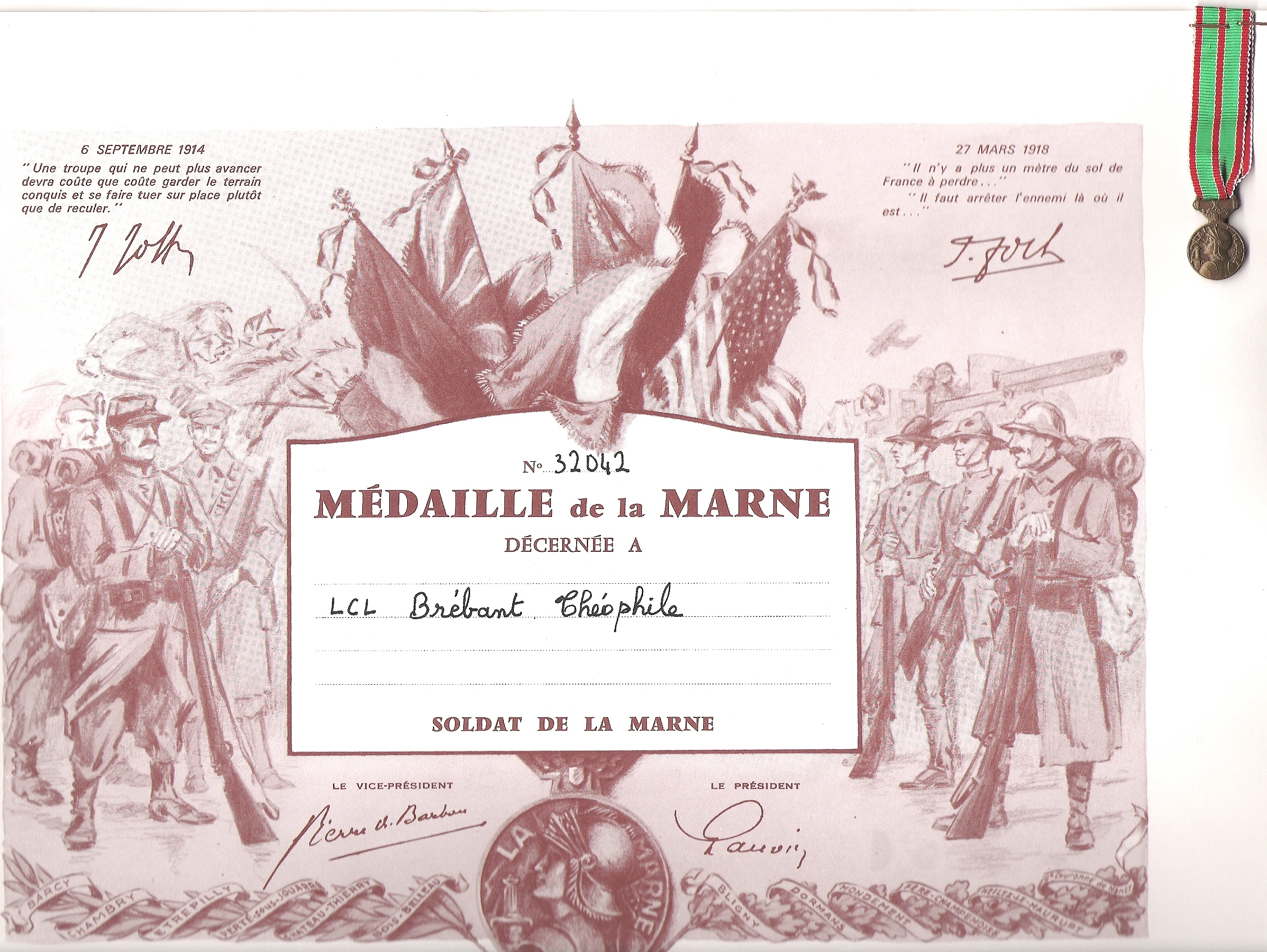
Diplôme décerné au Col. Théophile Marie Brébant

La médaille de la Marne a été décernée aux vétérans ayant combattu lors des deux batailles de la Marne, et a été décernée exclusivement par l'association des vétérans français, Les Soldats de la Marne puis Mondement 1914.
La Médaille de la Marne fut présentée au Général de Gaulle par le président de l'association Les Soldats de la Marne, le Commandant Paul Gauvin ; lui-même blessé au combat le 22 mars 1916 à Verdun et gueule cassée, fondera l'association Mondement 1914. Ceci à Esternay, Jean-Pierre Elkabbach, alors journaliste de la radio était aussi présent.
Avec la mort de tous les vétérans ayant combattu sur la Marne, le conseil d'administration de l'association a décidé de suspendre toutes les concessions le 20 février 2009.

## Description
La médaille de la Marne est en bronze avec un module circulaire de 27mm. À l'avers se trouve une effigie de Jeanne d'Arc portant un casque médiéval et tenant une épée par le ricasso avec la poignée exposée, avec « LA MARNE » écrit au-dessus et les drapeaux des pays alliés en arrière-plan,. La suspension intégrale uniface représente une poutre Lictor horizontale avec des feuilles de chêne en dessous. Le revers porte l'inscription « SOLDAT DE LA MARNE » gravée en gros caractères, avec « 1914 » en haut de la médaille et « 1918 » en bas, entourée d'une couronne de laurier. La médaille est suspendue à un ruban vert à trois bandes rouges bordées de blanc, positionnées au centre et sur les bords,.